# 丹尼·謝克特
丹尼爾·艾薩克·「丹尼」·謝克特（英語：Daniel Isaac "Danny" Schechter，1942年6月27日—2015年3月19日）是美國人權記者，記者資歷逾三十年，國際上的媒體問題評論家、演講家。
曾任職CNN與ABC；任職ABC期間，為最著名節目《20/20》八年製作人、調查報導記者，獲得兩座國家新聞艾美獎。曾獲邀至各大學演講，兼任哥倫比亞新聞學院教授，課程為「人權報導」。所撰文章在許多美國頂尖的重要報刊登載，如：The Nation、 Newsday、 Boston Globe、Columbia Journalism Review、 Detroit Free Press、 Media Studies Journal 與Z Ｍagazine。
他長期關注財團掌控媒體現象、推動媒體改革，擔任全球最大的線上媒體議題網站「MediaChannel.org」執行編輯，彙整美國主流媒體重要報導，批評媒體在報導911及波灣戰爭等重大事件的專業上疏失。

## 非洲關注
他於1967年開始和非洲「民族之矛」聯繫，後於美國波士頓籌組「非洲研究小組」，與非洲民族議會等南非解放組織一同工作。他是唯一被曼德拉當作自己人的美國紀錄片工作者。在曼德拉獲釋出獄、南非總統任期間，曼德拉都把丹尼當成自己團隊成員。他為「全球視野」頻道創設《South Africa Now》節目，每週播出一次，在美國公共電視台、30多個國家連播三年。。